# Refaíta

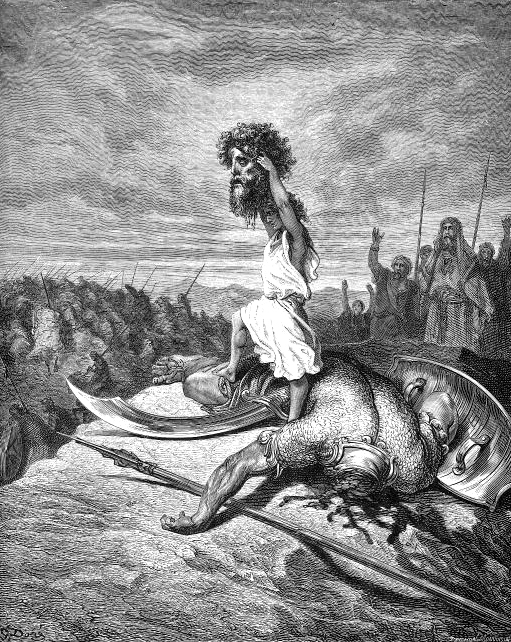
Davi com a cabeça de Golias, por Gustave Doré

Na Bíblia hebraica (referente ao "Antigo Testamento" cristão) o termo Refaim (plural heb. רפאים; "Refaíta" seria a tradução em Português deste termo como se refere a uma determinada região) possui dois significados principais.

## Raça de gigantes
"Refaim" pode descrever uma antiga "raça" de gigantes na Idade do ferro em Israel, ou os lugares onde esses indivíduos possam ter vivido: ver Gênesis 14:5, 15:20, Deuteronômio 2:10-11,20, 3:11, 13, Josué 12:4, 13:12, 15:8, 17:15, 18:16, II Samuel 5:11, 22, 23:13, I Crônicas 11:15, 14:9, 20:4. Na narrativa bíblica, os israelitas são instruídos a exterminarem os habitantes anteriores da "Terra Prometida", isto é, "Canaã", o que incluía vários povos citados e alguns indivíduos excepcionalmente grandes/altos. Veja as passagens listadas acima no livro de Josué e também em Deuteronômio 3:11, o que implica que Ogue, rei de Basã, foi um dos últimos sobreviventes dos Refains e que sua cama possuía nove côvados de comprimento, em côvados ordinários (um côvado ordinário é o comprimento do antebraço de um homem de acordo com a Nova Bíblia Americana Padrão, ou aproximadamente 18 polegadas, que difere de um côvado real. Isto faz com que a cama possuísse cerca de 4m de comprimento.). C.f. com a referência a Nefilim e os "filhos de Deus" em Genêsis 6:1-3. Enaque foi um refaíta (Deuteronômio 2:11).